# حوزه انتخابیه نهم فلوریدا
حوزه انتخابیه نهم فلوریدا یک حوزه انتخابیه مجلس نمایندگان آمریکا است که در ایالت فلوریدا قرار دارد.